# 시리아 구국정부
시리아 구국정부(아랍어: حكومة الإنقاذ السورية, Syrian Salvation Government)는 시리아 내전 중 2017년 11월 타흐리르 알샴을 비롯한 여러 시리아 반군 조직들이 결성한 대체 정부이다. 결성 이래로 북서부 시리아 대부분 지역을 실질 통치하였으며 이들리브에 본부를 두었다.

## 같이 보기
- 타흐리르 알샴
- 시리아 잠정정부